# Caspar Lee
Caspar Richard George Lee (24 tháng 4, 1994) là Youtuber người Nam Phi gốc Anh, vlogger và diễn viên.

## Sự nghiệp
Lee bắt đầu kênh Youtube của mình năm 2011. Vào tháng 4 năm 2016, kênh Youtube chính của Lee có hơn 6 triệu subcribers và hơn 500 lượt xem, và đứng thứ 152 trong top các kênh Youtube có nhiều lượt subscribe nhất; kênh thứ hai của anh "morecaspar" có hơn 1 triệu subscribers và hơn 52 triệu lượt xem.
Lee là thành viên của "Youtube Boyband" nhằm gây quỹ ủng hộ vào năm 2014 cho Comic Relief và được giới thiệu trong The Guardian. Yahoo! News xếp Lee vào "Top 12 website am hiểu đáng xem về doanh nhân" vào tháng 12 năm 2013. Năm 2014 anh bắt đầu, cùng với một vài Youtubers, trong series của Style Haul có tên The Crew, theo mô tả của trang website dành cho thiếu niên Sugarscape.com là "phiên bản nam của Loose Women, nhưng khá bậy bạ".
Lee có sự ảnh hưởng thông qua cộng đồng mạng, với hơn 2,3 triệu lượt theo dõi trên Twitter và hơn 2,1 triệu lượt theo dõi trên Instagram, tính đến  tháng 2 năm 2015. Lee đã hợp tác với các Youtubers khác, bao gồm: Jack and Finn Harries, Grace Helbig, Tyler Oakley, Connor Franta, Troye Sivan, Zoe Sugg, Marcus Butler, Shane Dawson, KSI, Joe Sugg, Dan Howell, Phil Lester, Eva Gutowski, Oli White, Lily Singh và còn nhiều hơn nữa.
Lee hoạt động dưới sự quản lý của Gleam Futures.

### Spud 3
Lee được giới thiệu là 1 nhân vật tên Garlic trong phim hài Spud 3: Learning To Fly, cùng với Youtuber đồng hương Troye Sivan.

### The SpongeBob Movie: Sponge Out of Water
Lee, cùng với Youtuber đồng hương Joe Sugg, Alan Carr và ca sĩ Stacey Solomon là khách mời cho phiên bản UK năm 2015 của bộ phim The SpongeBob Movie: Sponge Out of Water. Lee đóng vai chú hải âu.

### Joe and Caspar Hit The Road
Bài viết chính: Joe and Caspar Hit The Road
Caspar và Joe Sugg được giới thiệu trong phim tài liệu hành trình cùng tên, Joe and Caspar Hit The Road, được sản xuất bởi Raucous Productions cho BBC Worldwide. Họ cùng nhau đi du lịch tận 1000 kilômét. Nó được xuất bản trực tiếp thành video năm 2015.

## Gia đình và dòng dõi
Lee là con trai của Jonathan Lee và Emily Riordan Lee, nhũ danh là Murphy, người xuất bản các chương trình truyền hình di cư đến Nam Phi năm 1996. Họ đã li dị. Chị gái của Lee, Theodora Lee, thường xuất hiện trong video của anh và cũng có kênh Youtube riêng của mình.
Mẹ của Lee là con gái của thi sĩ người Anh-Ireland Richard Murphy và nhà văn người Nam Phi Pasty Strang, nhũ danh là Avis, kết hôn sớm với Hon. Colin Strang, là giáo sư Đại học, trong thời gian bà cộng tác với Philip Larkin. Murphy và Patsy Strang kết hôn năm 1955 và li dị vào năm 1959.
Thông qua Richard Murphy, Lee đã liên lạc với dòng dõi quý tộc ở Anh và các gia đình quyền quý. Cha của Murphy là Sir William Lindsay Murphy, là người cuối cùng không có nguồn gốc thị trưởng ở Colombo, cuối cùng đã trở thành thống đốc ở Bahamas. Những người anh chị em họ đầu tiên của mẹ của Lee bao gồm Anothy Murphy, đã dẫn tuổi trẻ mình trong series Tom Brown's Schooldays (miniseries năm 1971) và cuối cùng là người chồng đầu tiên của Lady Sophia Canvendish, con gái thứ Mười Một của Devonshire; Robert Murphy, con rễ thứ Hai Mươi của Baron Teynham, và nhà làm phim Fiona Murphy, vợ của học thuật Anatole Kaletsky. Mary Murphy, dì của mẹ của Lee, là vợ của Brigadier Toby Caulfield, và họ là cha mẹ của Grania, đã kết hôn với Hugh Cavendish, Baron Cavendish of Furness. Bà ngoại của Sir William Murphy, Isabella Fowler, có thể là người tạo ra tập đoàn bất hợp pháp giữa dòng dõi quý tộc của Earls of Barcarres và John Hely-Hutchinson, 3rd Earl of Barcarres. Dì của Sir William là nhà mô phạm Isabella Mulvany.
Thông qua ba ngoai của ông, Patsy Strang, Lee là cháu chắt trai của Meiert Cornellius Avis, là doanh nhân người Nam Phi gốc Hà Lan. Cháu trai của Strang, người ở cùng với bà và mẹ của Lee sau cái chết của ba mẹ anh, là đạo diễn người Los Angeles Meiert Avis.

## Giải thưởng và đề cử
Lee đã được đề cử năm 2015 tại giải Nickelodeon Kid's Choice Awards cho hạng mục "Vlogger người Anh xuất sắc nhất".